# Borest
Borest é uma comuna francesa na região administrativa de Altos da França, no departamento de Oise. Estende-se por uma área de 12,78 km². Em 2010 a comuna tinha 356 habitantes (densidade: 27,9 hab./km²).